# バルシャ

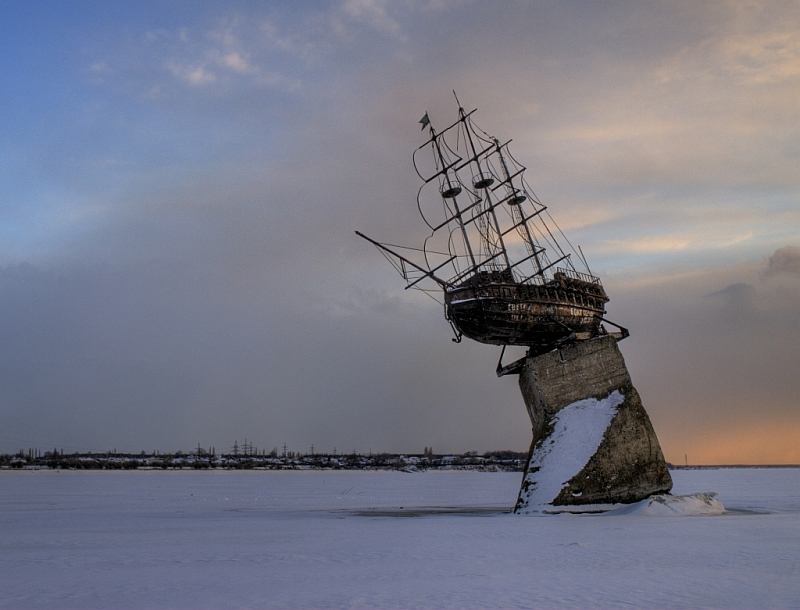

バルシャあるいはバルカ（barca、barka）とは、帆船の1種。船体幅は比較的広く取られているため喫水が浅く、また乾舷も低いために波に弱く、外洋での航行は困難だったとされる。初めて海洋史に登場したバルシャは1本マストのものだが、後に2,3本マストのものも登場している。
スペインやポルトガルを中心に地中海沿岸で漁船などに用いられた。特にポルトガルではキャラックやキャラベル登場以前の比較的近距離の探検航海に使用され、マデイラ諸島発見やボハドル岬越えの際に使用されたのもこの形の船である。
スロベニア語で「小舟」を意味するbarkaが語源と言われ、バージ（barge）やバーク（barque）等の語源にもなったとされる。